# Töll

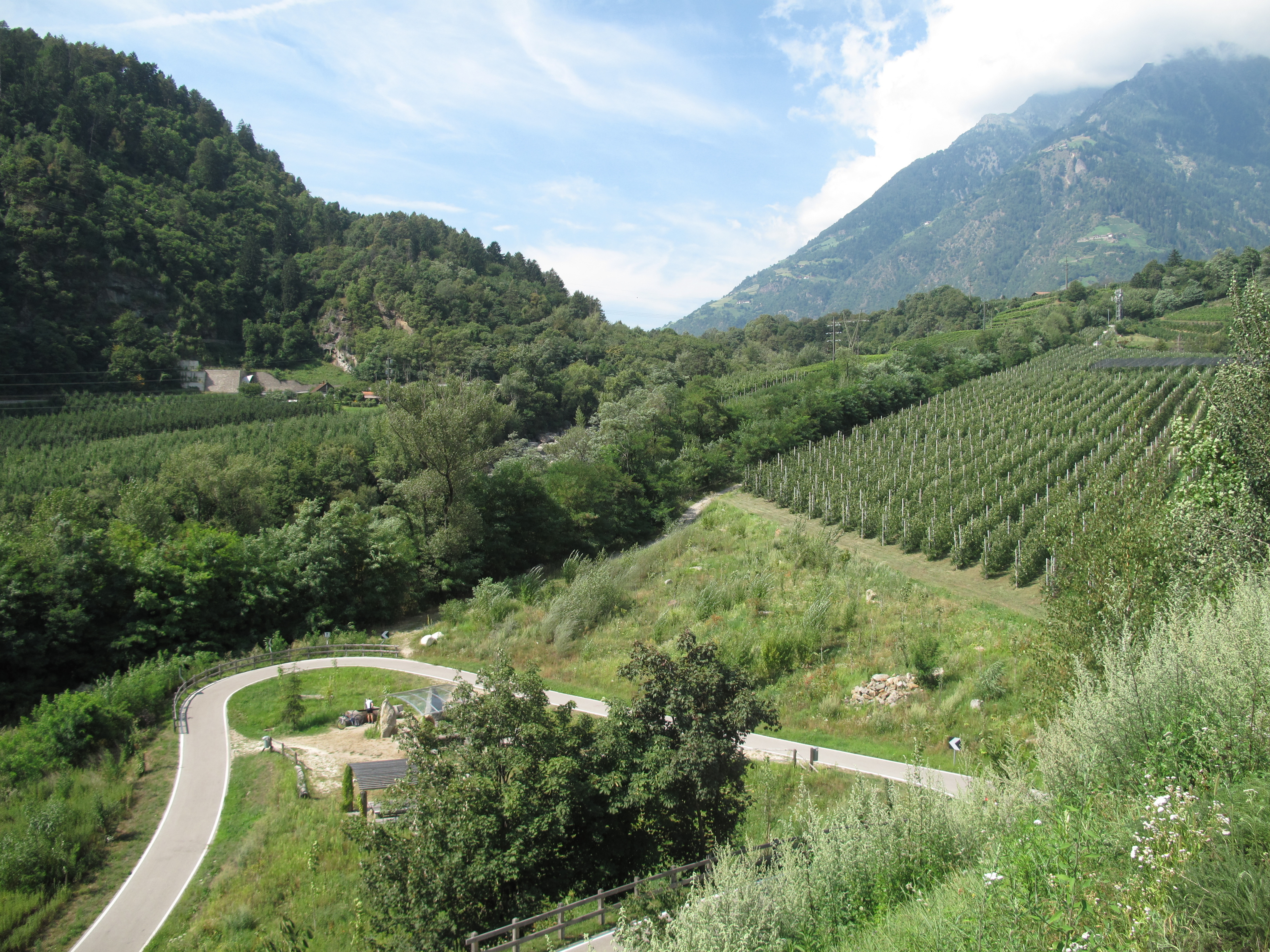
Die Talstufe der Töll von Osten aus gesehen

Die Töll (italienisch Tel) ist eine Talstufe des Etschtals in Südtirol, die traditionell als Grenze zwischen dem Vinschgau und dem Burggrafenamt aufgefasst wird. An der Töll (von lateinisch telonium, „Zollstätte“) befand sich zur Römerzeit eine wichtige Zollstation der Via Claudia Augusta. Diese Zollstation, verbunden mit einem Wirtshaus, bestand mit zeitweiligen Unterbrechungen auch in den folgenden Epochen fort, ehe sie 1892 endgültig aufgelöst wurde. Töll ist ebenfalls der Name einer kleinen Ortschaft, die knapp westlich der auf ca. 500 m Höhe gelegenen Oberkante der Talschwelle liegt und eine Fraktion der Gemeinde Partschins bildet, während die ostseitig Richtung Meraner Talkessel abfallenden Hänge im Gemeindegebiet von Algund liegen.
An der Töll überwindet die von Westen mit nur geringem Gefälle aus dem Vinschgau herabfließende Etsch auf der kurzen Distanz bis nach Meran hinab einen Höhenunterschied von knapp 200 Metern. Dieser für die Energieerzeugung günstige Umstand führte bereits 1896 zum Bau des noch heute bestehenden Kraftwerks Töll.
Das orographisch links der Etsch und hart an der Staatsstraße gelegene Dorf Töll verfügt über ein kleines gotisches Kirchlein. Südwestlich des Ortszentrums befindet sich ein Gewerbegebiet, auf der gegenüberliegenden Flussseite besteht ein eigener Bahnhof der Vinschgaubahn.
Die SS 38 und die Vinschgaubahn meistern den Höhenunterschied mit mehreren Tunnels. Die Radroute 2 „Vinschgau–Bozen“ überwindet die Töll mit sieben Kehren.